# Agathomyia semirubra
Agathomyia semirubra är en tvåvingeart som beskrevs av Meijere 1914. Agathomyia semirubra ingår i släktet Agathomyia och familjen svampflugor. Inga underarter finns listade i Catalogue of Life.